# 占米小鯷
占米小鯷（学名：Anchoa chamensis）為輻鰭魚綱鲱形目鳀科的其中一種，被IUCN列為次級保育類動物，分布於中東太平洋區的巴拿馬灣海域，棲息深度可達50公尺，本魚吻短，約1/2眼徑，體側具一銀色條紋，臀鰭軟條21-24條，體長可達6公分，喜群游，棲息在沿岸。

## 擴展閱讀
維基物種上的相關：占米小鯷